# Marcha Patriótica (movimiento político)
Marcha Patriótica fue un movimiento político y social colombiano de  izquierda fundado el 21 de abril de 2012. Según su declaración política busca alcanzar «la segunda y definitiva independencia». Entre sus líderes más visibles se encuentran Piedad Córdoba, Gloria Cuartas, Gloria Inés Ramírez, Carlos Lozano Guillén, David Flórez, Andrés Gil y Jaime Caycedo Turriago.

## Historia
Los orígenes de Marcha Patriótica se remontan al 20 de julio de 2010, día en que se conmemoraba el bicentenario del grito independentista de 1810. Este día se llevó a cabo en Bogotá una movilización social denominada «Marcha Patriótica y Cabildo Abierto por la Independencia», en ella marcharon cerca de 18.000 personas pertenecientes a diferentes organizaciones sociales de todo el país, contra las políticas del entonces presidente Álvaro Uribe y el colonialismo. Sin embargo su oficialización como movimiento social y político se produjo en abril de 2012.
Marcha Patriótica aboga, entre otros aspectos, por la salida negociada al conflicto armado, la reparación a las víctimas del mismo, la reforma agraria y la soberanía popular; estos puntos son entendidos por el movimiento como pasos para alcanzar «la segunda y definitiva independencia». Según sus dirigentes, este movimiento se presenta como una alternativa de lucha por parte de «sectores sociales golpeados por el capitalismo» los cuales además de mejorar su condición de vida buscan recuperar la independencia del país.

Esta organización está compuesta por organizaciones como la Asociación Nacional de Zonas de Reservas Campesinas (ANZORC), la Asociación Campesina del Valle del Río Cimitarra (ACVC), la Coordinación Nacional de Organizaciones Agrarias y Populares (CONAP), la Federación Nacional Sindical Unitaria Agropecuaria (Fensuagro), el Partido Comunista Colombiano y la Juventud Comunista Colombiana.
El gobierno afirmada que en este movimiento existe infiltración por parte del grupo guerrillero de las FARC que, supuestamente, lo estaría financiando con el fin de constituirlo como brazo político de la insurgencia. Estas afirmaciones han sido desmentidas unánimemente por los representantes del movimiento.
El movimiento está amenazado por grupos paramilitares de extrema derecha. Más de 200 militantes de Marcha Patriótica han sido asesinados entre 2011 y 2020.